# Jelena Popadić
Jelena Jelka Popadić (Pariz, 1886 — Davos, 1920) srpska je naučnica. Završila je gimnaziju u Beogradu 1904. godine, a medicinske nauke na Univerzitetu u Nansiju 1911. godine.

## Biografija
Nakon zavšenog fakulteta, bila je izabrana za lekara bolnice Brocca u Parizu. Za vreme rata 1912/13. god. vršila je dužnost sreskog lekara srezova moravskog i aleksinačkog i bila ujedno upravnik Aleksinačke okružne bolnice. Za vreme Prvog svetskog rata vršila je dužnost upravnika Knjaževačke okružne zatim Aleksinačke bolnice, gde je osnovala i bolničarsku školu. Duboki trag na ovoj devojci-lekaru ostavila je tuga za izgubljenim bratom i sestrom, koji su umrli od epidemije tifusa. Po povratku srpske vojske, Jelka je otišla kao bolesna u sanatorijum Davos u Švajcarskoj, gde je i umrla.

## Odlikovanja
Dr Jelena — Jelka Popadić odlikovana je sledećim priznanjima:
- Ordenom Svetog Save IV i V stepena
- Francuskom zlatnom medaljom
- Krstom Milosrđa[1]

## Literatura
- Stanojević, Vladimir. Istorija Srpskog vojnog saniteta